# Brofaction
Brofaction ist ein österreichisches Musik-Duo, bestehend aus den Brüdern Nico Greiter (* 1. August 1994 in Oberpullendorf) und Laurin Greiter (* 4. November 1998 in Oberpullendorf). Es wurde im Jahr 2014 unter dem Namen Laurin&Nico gegründet und ein Jahr später in Brofaction umbenannt.

## Bandgeschichte
Laurin und Nico Greiter musizierten schon seit frühester Kindheit zusammen und sammelten ihre ersten musikalischen Erfahrungen auf einer dreijährigen Südseereise, die sie in ihrem späteren Musikstil beeinflusste. Beide Sänger beherrschen auch mehrere Instrumente, wie Gitarre, Klavier und Schlagzeug. Die Band, die es seit 2014 – damals unter dem Namen Laurin&Nico – gibt, zeichnet sich vor allem durch harmonische, zweistimmige Gesänge aus.
Laurin Greiter sammelte bereits früh als Solokünstler Bühnenerfahrung und war 2010 Teil des Finales vom Kiddy Contest, in der anschließenden Tour trat er beispielsweise in der Wiener Stadthalle, der Grazer Stadthalle und der TipsArena in Linz auf. Das Album des Kiddy Contest, das sein Lied Hokus Pokus enthält, hielt sich mehrere Monate auf Platz 1 der österreichischen Albumcharts und erreichte den Status Doppel-Platin. 2013 sang Greiter in der Sat-1-Castingshow The Voice Kids. Dort konnte er sich bei den Battles gegen zwei andere Talente durchsetzen und scheiterte eine Show vor dem Finale in den Sing Offs.
Das 2014 veröffentlichte Lied One Day Left, welches die erste gemeinsame Veröffentlichung von Laurin und Nico Greiter war, stieg im November 2014 auf Platz 28 in die Ö3-Hörercharts ein und war somit der höchste österreichische Neueinstieg der Woche. Auch international feierte die Single erfolge, in Hong Kong schien sie beispielsweise in den Top 20 der ITunes Charts auf. Weiters belegte das Brüderpaar den weltweit dritten Platz bei Global Rockstar, dem zu dieser Zeit größten Online-Bandwettbewerb der Welt, an dem 10.000 Interpreten aus 140 Ländern teilnahmen. In der Vorausscheidung konnten sie sich gegen mehrere hundert österreichische Teilnehmer durchsetzen. Im Finale, in dem jeweils ein Interpret sein Land vertrat, erreichten die Brüder den dritten Platz, nach dem Argentinier Jhanniel und Ala Ghawas aus Bahrain.
Im Jahr 2015 wurde die Band in Brofaction umbenannt und die zweite Single Back at the Playground wurde veröffentlicht.
2016 schrieb und interpretierte die Band in Zusammenarbeit mit dem österreichischen DJ Valoriz den offiziellen Song There She Goes für die Miss Austria Wahl 2016.
Ein Jahr später erschien die Single Right Beside Me (feat. Laura Kamhuber), der offizielle Song zum Charity-Projekt Dancer Against Cancer. Im Rahmen des jährlich stattfindenden Dancer Against Cancer-Balls wurde Right Beside Me in der Wiener Hofburg präsentiert. Alle durch den Song generierten Einnahmen wurden der Krebshilfe gespendet.
Das erste Studioalbum von Brofaction erschien am 15. März 2019 unter dem Namen Message to the World. Der darauf enthaltene Song My Mind's Made up erschien bereits 14 Tage zuvor am 1. März 2019 als Single. Weitere Singles aus dem Album sind die Songs Feels Right, I Ain't Giving up on You und Love is Magic. Für Message to the World arbeitete Brofaction unter anderem mit Produzenten und Songwritern wie Robby Musenbichler, Ewald Pfleger (Opus), Kurt Gober, Jeff Franzel und Alexandra Forbes zusammen.
Anfang 2021 sorgte Brofaction medial für Aufmerksamkeit, weil der britische Popstar Ed Sheeran ein Video der Brüder, das diese zuvor auf der Social-Media-Plattform Tik Tok aufgenommen hatten, auf seiner Instagram Page teilte. Auftritte in Fernsehtalkshows wie Vera und Guten Morgen Österreich folgten darauf.
Live spielte Brofaction unter anderem am Donauinselfest, beim FM4 Frequency Festival und in der Kölner Lanxess Arena. 2015 ging Brofaction zusammen mit Lukas Rieger auf Deutschlandtournee. Im März 2021 moderierten Nico und Laurin Greiter das Online Event Life is Live, veranstaltet vom Radiosender Kronehit, bei dem Acts wie Opus, Pizzera & Jaus, Seiler & Speer, Die Seer, Nik P., Melissa Naschenweng, Darius & Finlay und viele weitere Künstler auftraten, um ein Zeichen für Zusammenhalt in der österreichischen Künstlerszene während der Covid-19-Pandemie zu setzen.
Im Jahr 2024 präsentierte Brofaction ihre neue Single Story to Tell bei der Starnacht am Neusiedlersee vor Live- und TV-Publikum.

## Diskografie

### Alben
- 2019: Message to the Word
- 2024: Stories to Tell

### Singles
- 2014: One Day Left
- 2015: Back at the Playground
- 2016: There She Goes (feat. Valoriz)
- 2017: Right Beside Me (feat. Laura Kamhuber)
- 2019: My Mind's Made Up
- 2019: Feels Right
- 2020: I Ain't Giving up on You
- 2020: Love is Magic
- 2021: Barcelona
- 2021: All My Love
- 2022: Lena's Fantasy
- 2023: Coconut Time
- 2024: Story to Tell
- 2024: Dinner on the Table
- 2024: Desert in the Rain